# Andy Arnol
Andrej ali Andy Arnol, slovenski saksofonist in jazzovski skladatelj, * 31. maj 1947, Železniki, † 23. julij 2002, Jesenice.

## Življenje in delo
Andrej Arnol se je rodil v Železnikih, kasneje pa je živel v Radovljici. Po maturi je študiral saksofon in klasični program na Visoki šoli za glasbo v Gradcu. Iz klasičnega saksofona je diplomiral leta 1974, leto pozneje pa še iz jazzovskega. Za diplomo je prejel posebno diplomo ministrstva za šolstvo z Dunaja. Nastopal je z raznimi jazzovskimi glasbeniki in zasedbami po Avstriji, Poljski, Švici in Nemčiji. V Švici se je izpopolnjeval pri Johnnyju Griffinu.
Od leta 1974 je deloval kot solist v Big bandu RTV Slovenija, ustanovil je tudi lasten kvartet. Igral je altovski, tenorski, sopranski saksofon in klarinet. Bil je eden redkih evropskih jazz glasbenikov, ki so igrali z legendarnimi črnskimi jazzisti v Orkestru Duka Ellingtona.